# Dolichovespula
 (novembre 2011).
Si vous disposez d'ouvrages ou d'articles de référence ou si vous connaissez des sites web de qualité traitant du thème abordé ici, merci de compléter l'article en donnant les références utiles à sa vérifiabilité et en les liant à la section « Notes et références ».
Genre
Dolichovespula est un genre de guêpes sociales.

## Liste d'espèces
Selon ITIS (15 avril 2018) :
- Dolichovespula arenaria (Fabricius)
- Dolichovespula maculata (Linnaeus)

### Espèces présentes en Europe
Selon Fauna Europaea (2 novembre 2011) :
- Dolichovespula adulterina (du Buysson, 1905)
- Dolichovespula media (Retzius, 1783)
- Dolichovespula norwegica (Fabricius, 1781)
- Dolichovespula omissa (Bischoff, 1931)
- Dolichovespula pacifica (Birula, 1930)
- Dolichovespula saxonica (Fabricius, 1793)
- Dolichovespula sylvestris (Scopoli, 1763)

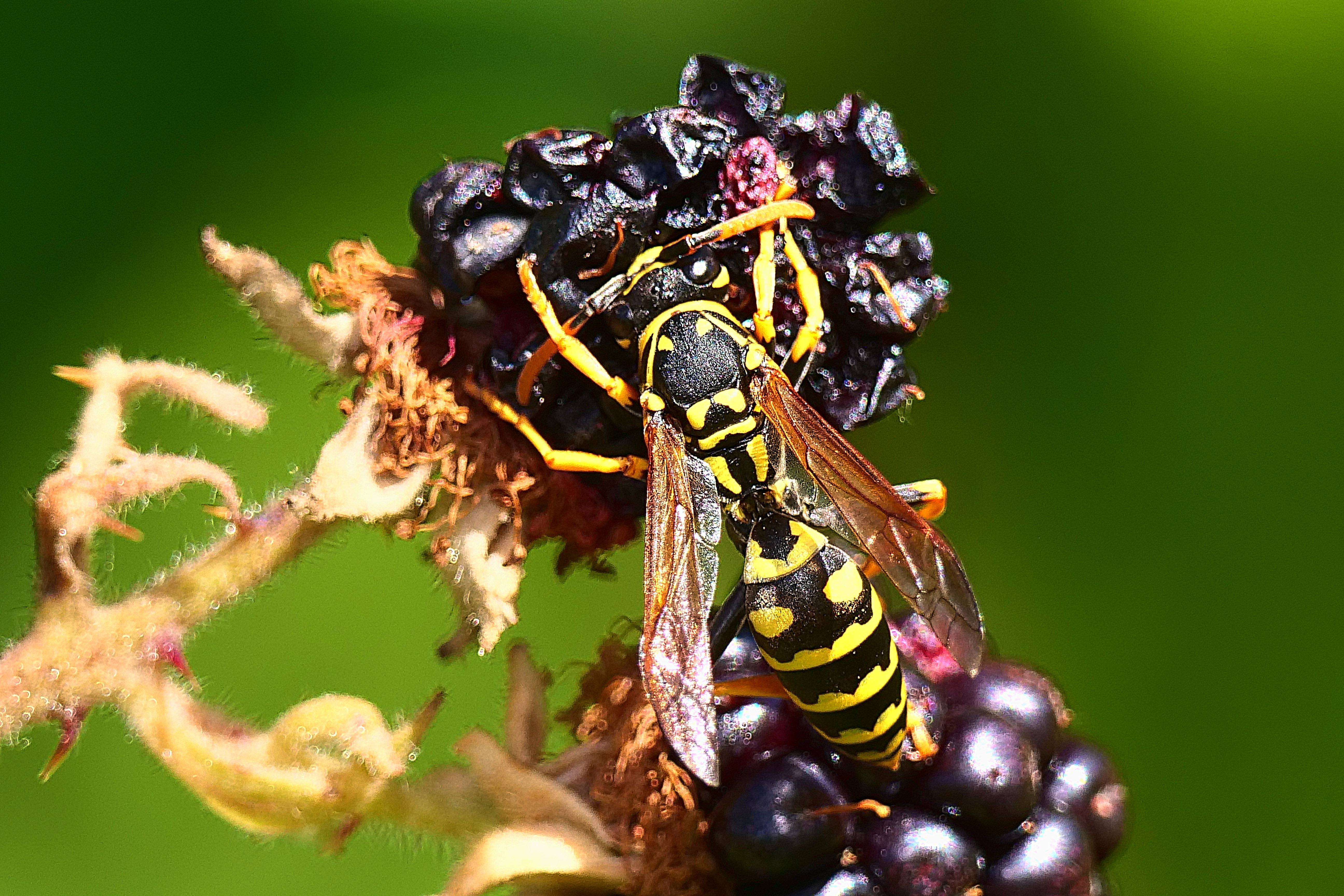
Dolichovespula adulterina
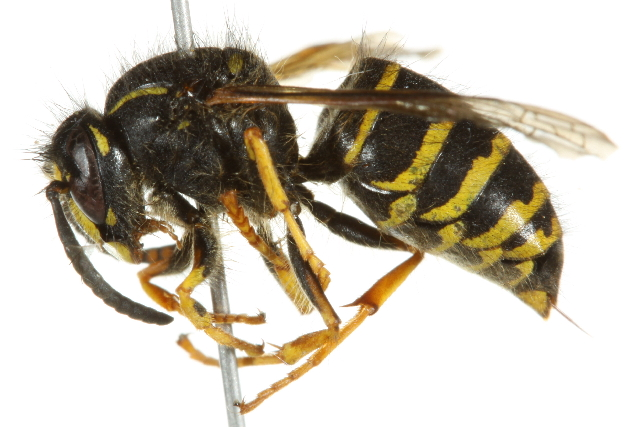
Dolichovespula alpicola
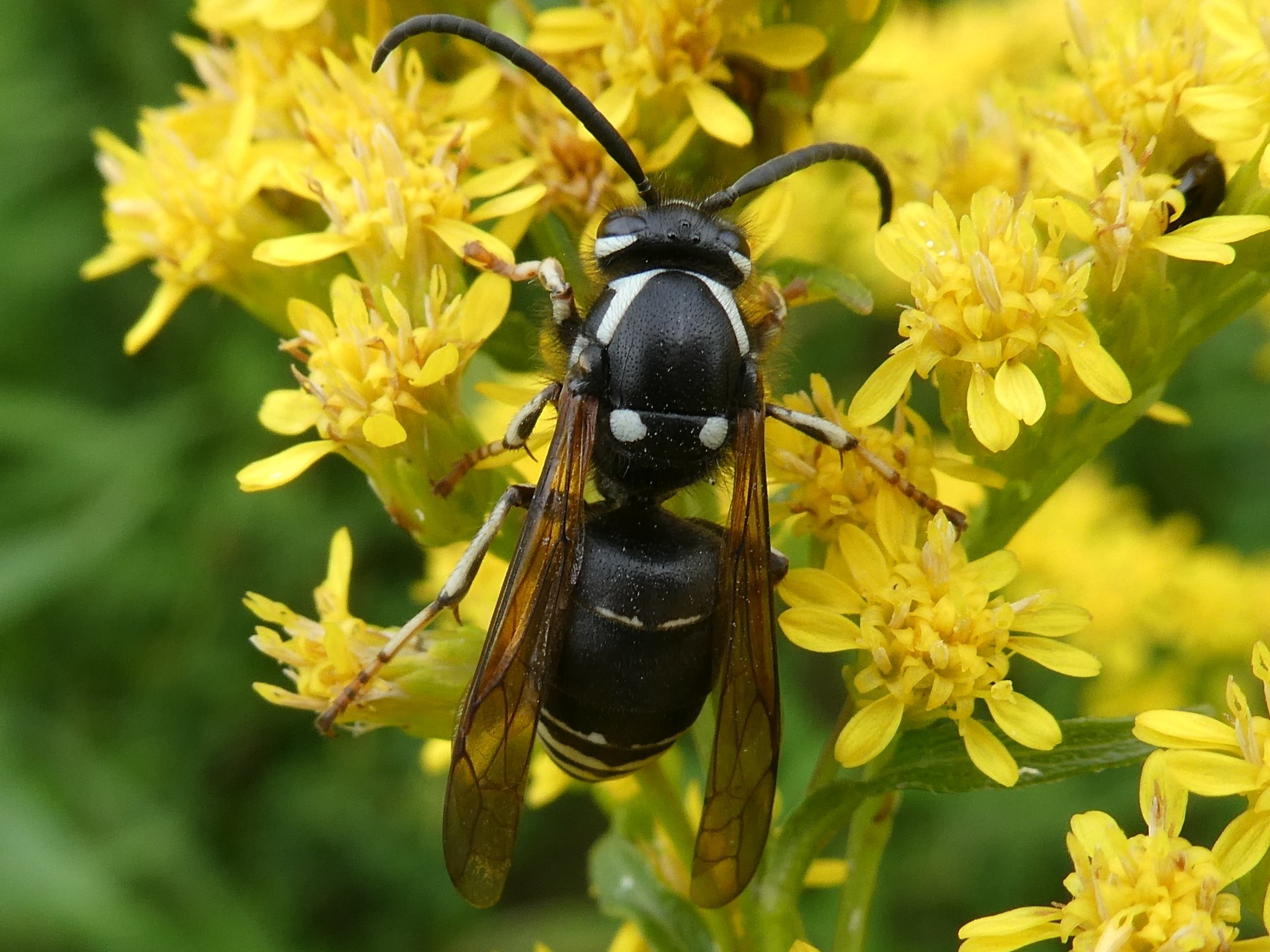
Dolichovespula arctica
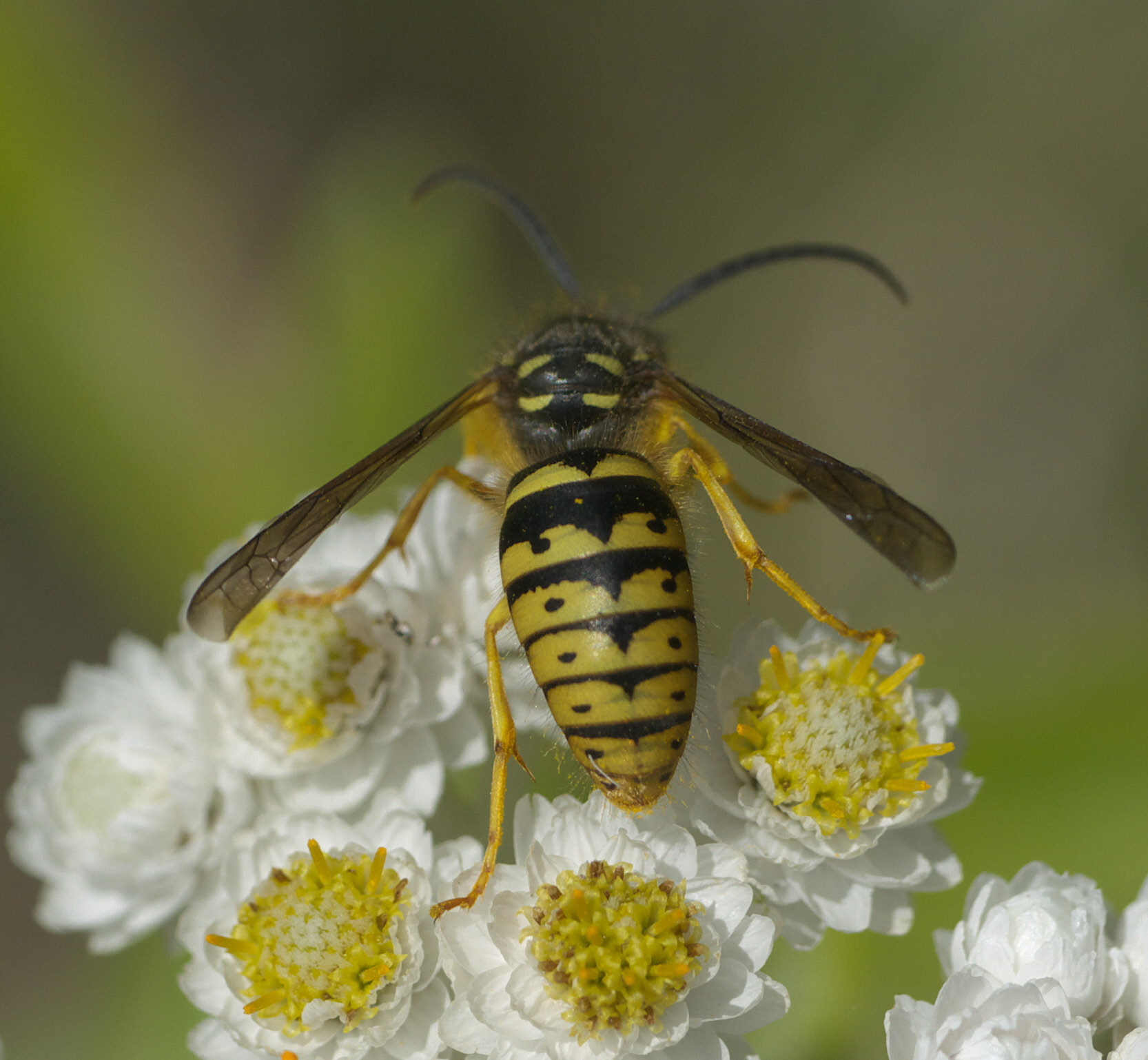
Dolichovespula arenaria
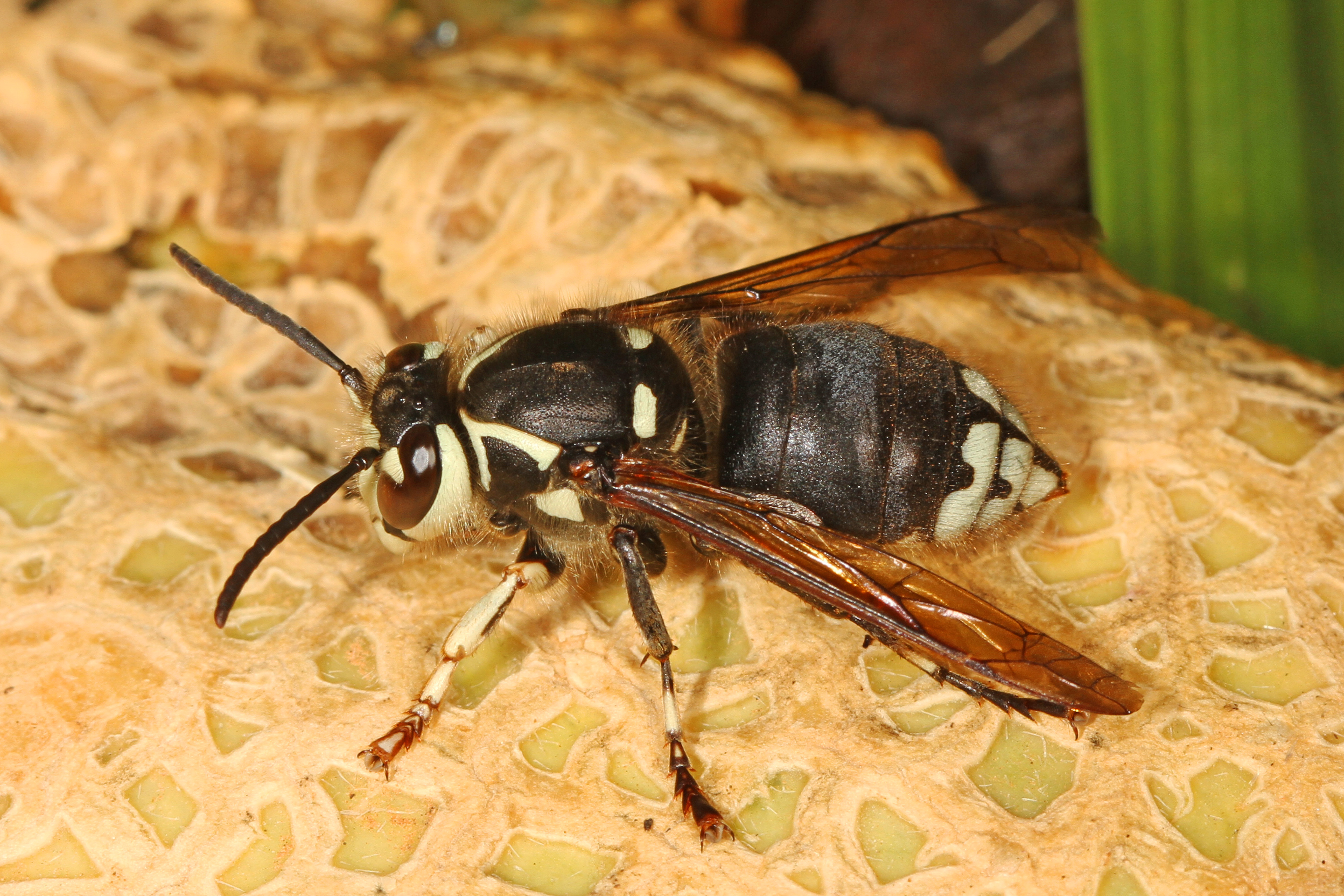
Dolichovespula maculata
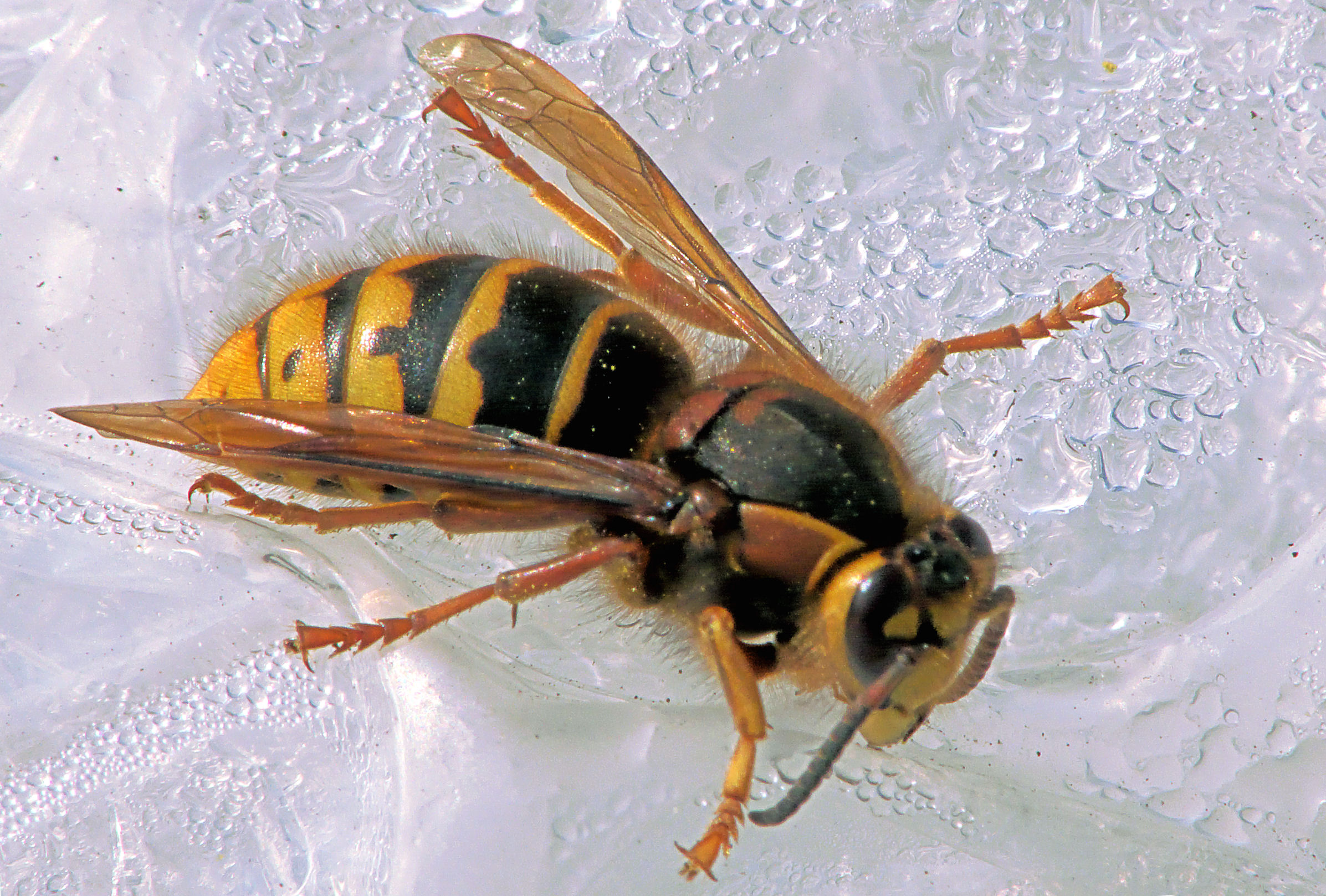
Dolichovespula media
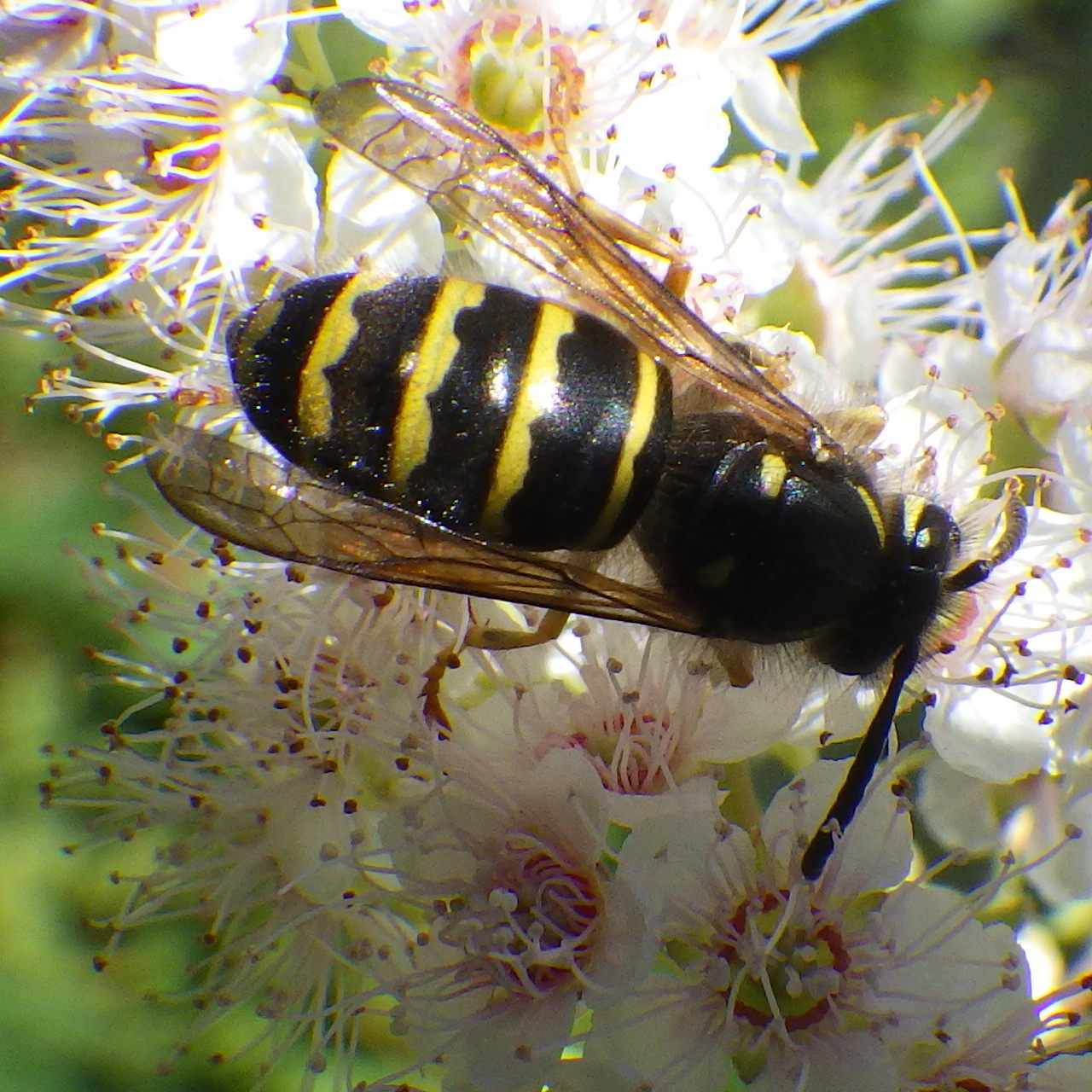
Dolichovespula norvegicoides
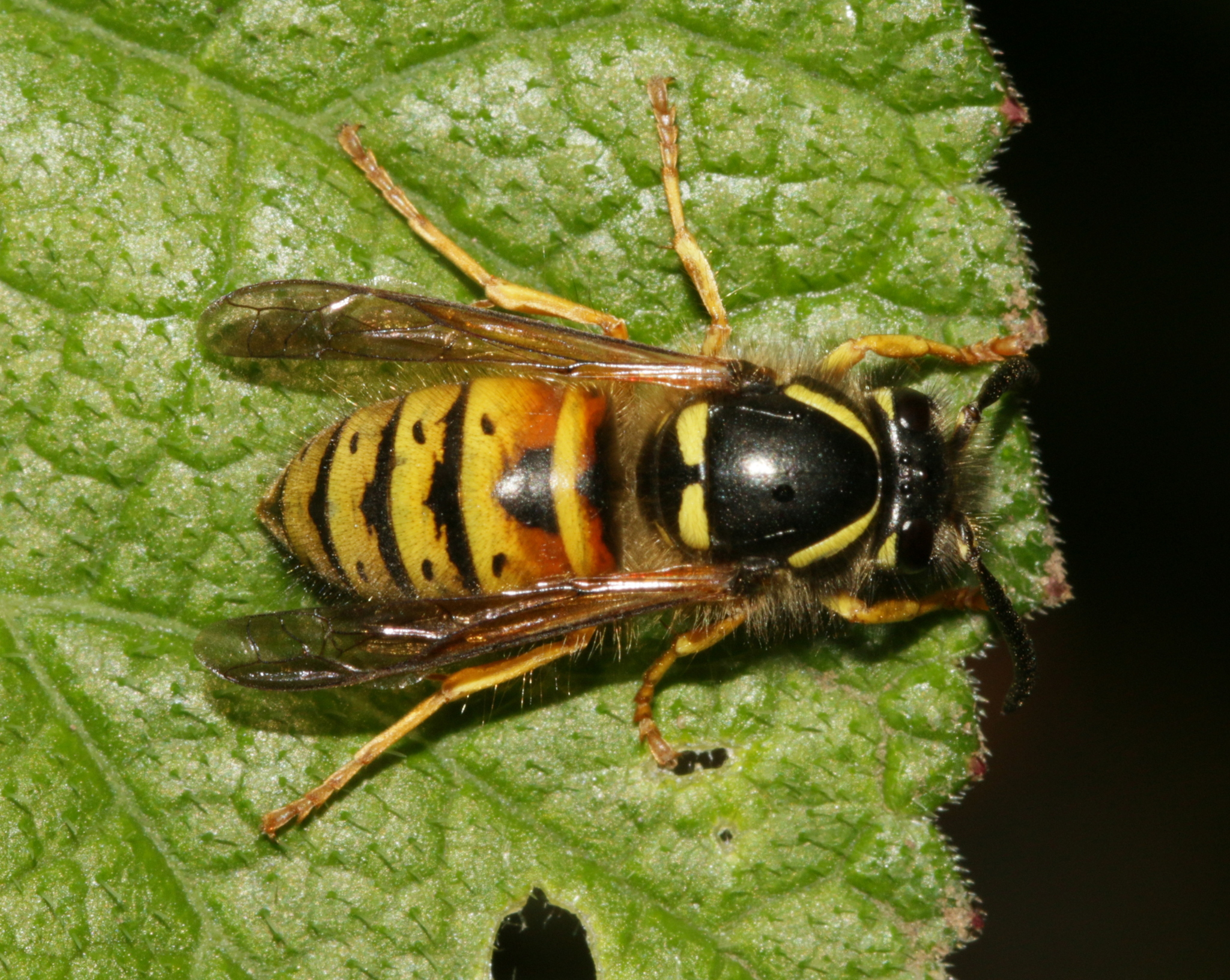
Dolichovespula norwegica
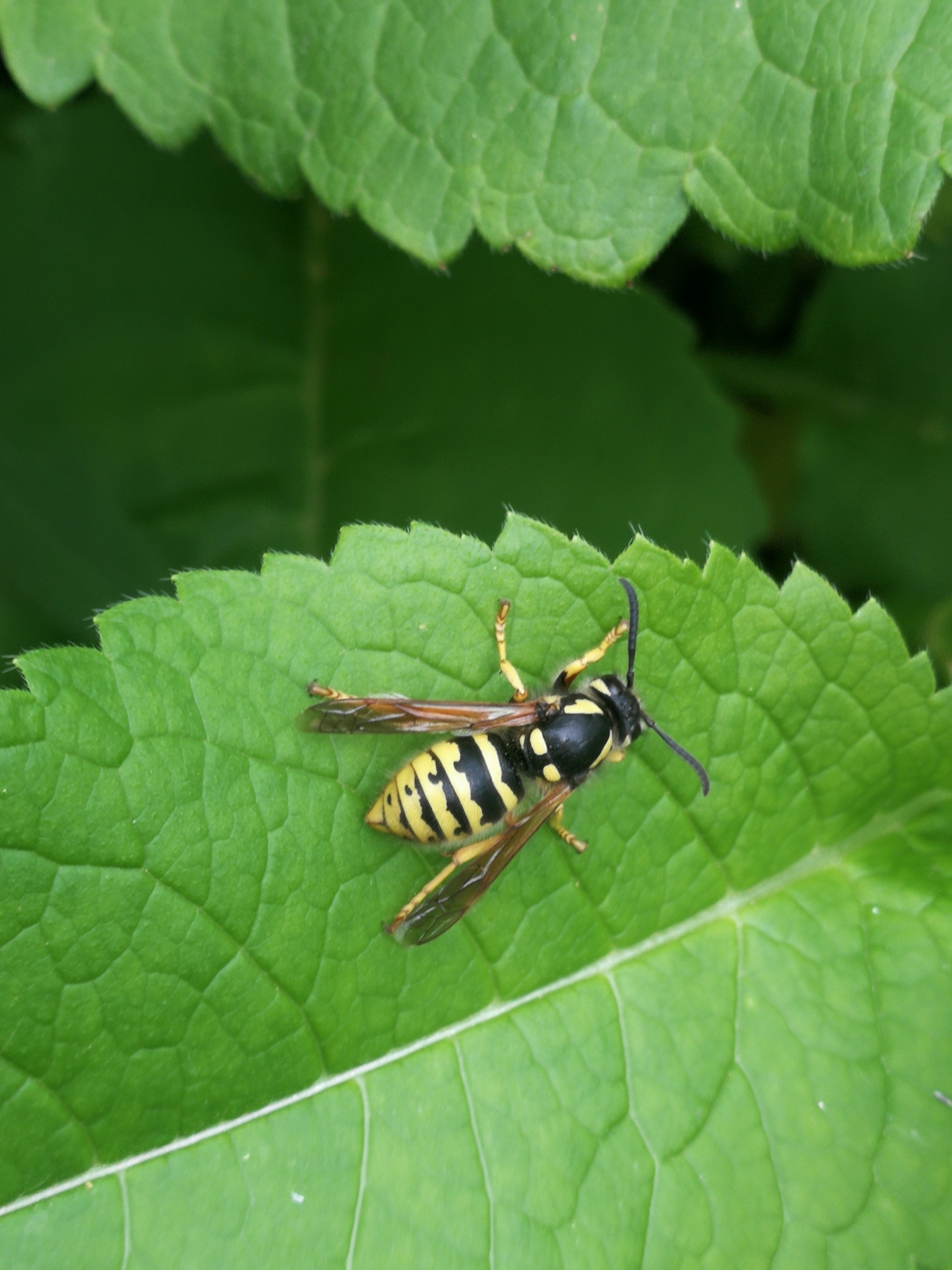
Dolichovespula omissa
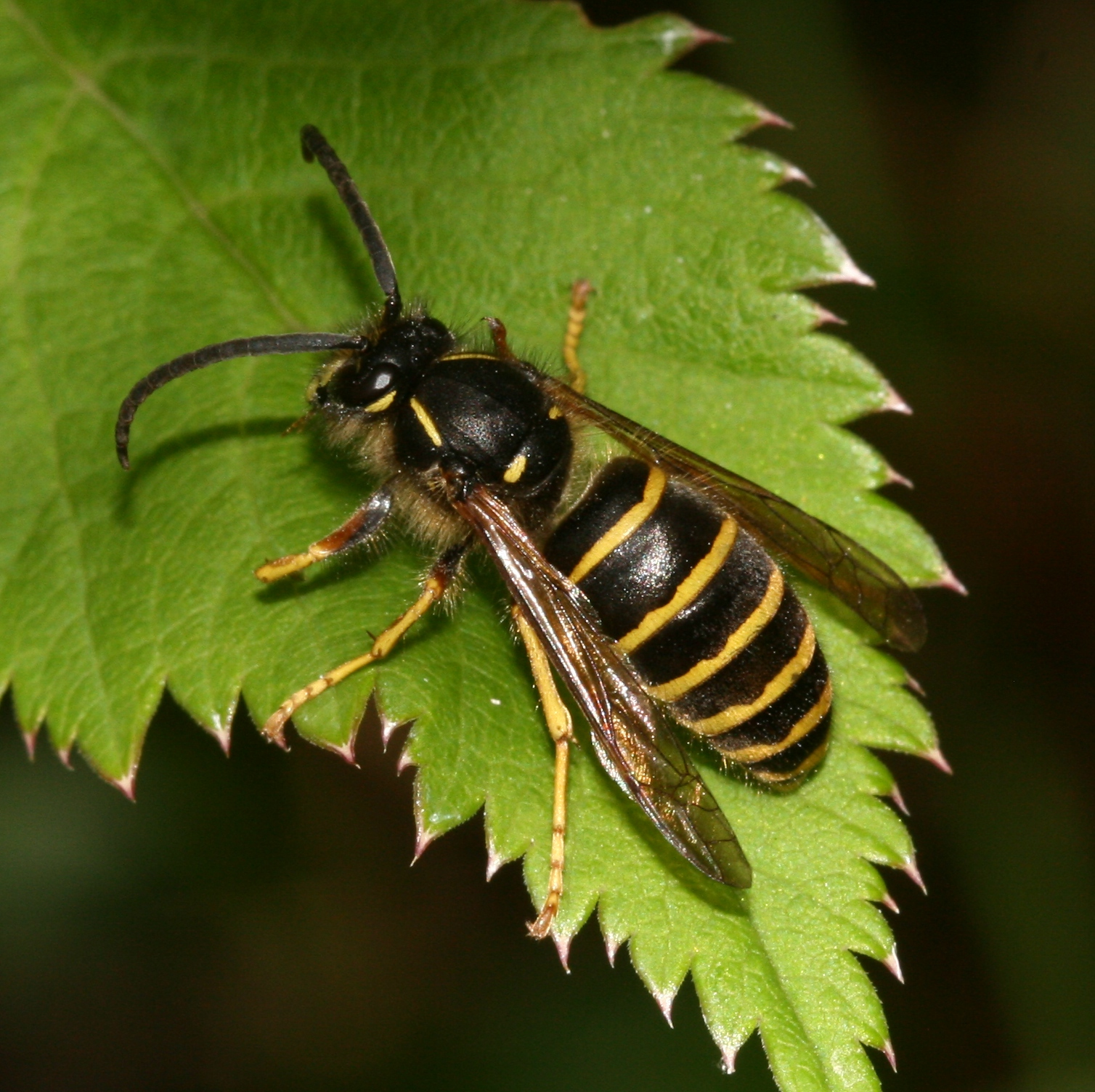
Dolichovespula saxonica
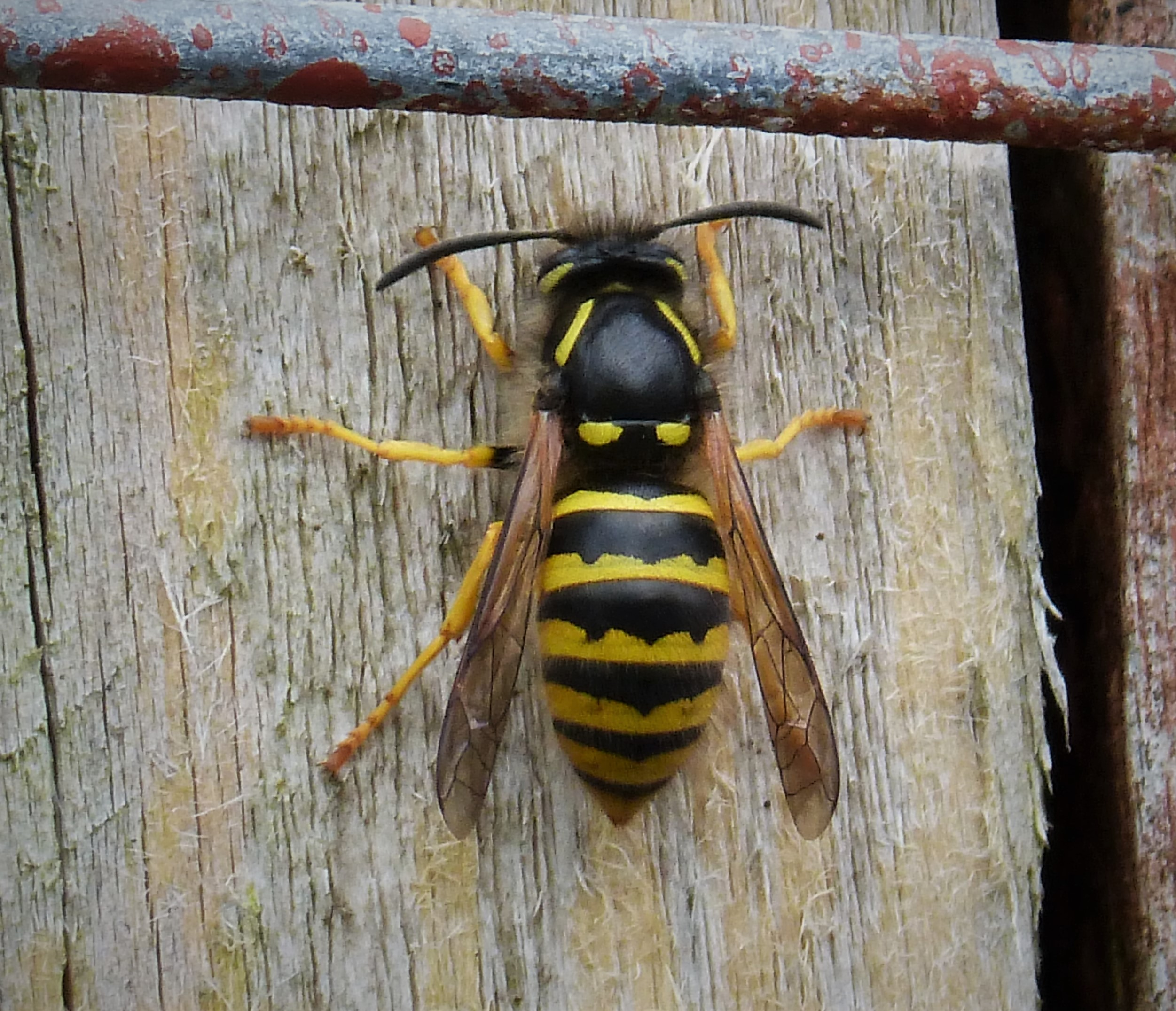
Dolichovespula sylvestris